# Pseudodiaptomus poplesia
Pseudodiaptomus poplesia is een eenoogkreeftjessoort uit de familie van de Pseudodiaptomidae. De wetenschappelijke naam van de soort is voor het eerst geldig gepubliceerd in 1955 door Shen.